# Futbol'nyj Klub Dinamo Moskva 2019-2020
Questa voce raccoglie le informazioni riguardanti il Futbol'nyj Klub Dinamo Mosca nelle competizioni ufficiali della stagione 2019-2020. 

## Stagione
Appena tornata in Prem'er-Liga, la Dinamo Mosca concluse il campionato al sesto posto, che consentì al club di tornare a disputare le Coppe europe.

## Maglie
| Manica sinistra · Maglietta · Maglietta · Manica destra · Pantaloncini · Pantaloncini · Calzettoni · Calzettoni | Manica sinistra · Maglietta · Maglietta · Manica destra · Pantaloncini · Pantaloncini · Calzettoni · Calzettoni |

## Rosa
| N. |                     | Ruolo | Calciatore             |
| -- | ------------------- | ----- | ---------------------- |
| 1  | Russia (bandiera)   | P     | Anton Šunin (capitano) |
| 2  | Russia (bandiera)   | D     | Grigorij Morozov       |
| 3  | Russia (bandiera)   | D     | Zaurbek Pliev          |
| 4  | Russia (bandiera)   | D     | Vladimir Rykov         |
| 5  | Germania (bandiera) | A     | Maximilian Philipp     |
| 6  | Russia (bandiera)   | C     | Artur Jusupov          |
| 8  | Croazia (bandiera)  | C     | Nikola Moro            |
| 9  | Camerun (bandiera)  | A     | Clinton N'Jie          |
| 10 | Nigeria (bandiera)  | A     | Sly                    |
| 11 | Polonia (bandiera)  | C     | Sebastian Szymański    |
| 15 | Russia (bandiera)   | D     | Roman Neustädter       |
| 17 | Russia (bandiera)   | D     | Sergej Paršivljuk      |
| 18 | Ucraina (bandiera)  | D     | Ivan Ordec'            |

| N. |                                 | Ruolo | Calciatore         |
| -- | ------------------------------- | ----- | ------------------ |
| 19 | Russia (bandiera)               | C     | Vladimir Moskvičëv |
| 21 | Russia (bandiera)               | D     | Dmitrij Skopincev  |
| 22 | Russia (bandiera)               | C     | Joãozinho          |
| 23 | Russia (bandiera)               | C     | Anton Sosnin       |
| 24 | Russia (bandiera)               | D     | Roman Evgen'ev     |
| 27 | Russia (bandiera)               | A     | Nikolaj Komličenko |
| 31 | Russia (bandiera)               | P     | Igor' Leščuk       |
| 34 | Russia (bandiera)               | C     | Konstantin Rausch  |
| 44 | Bosnia ed Erzegovina (bandiera) | D     | Toni Šunjić        |
| 77 | Burkina Faso (bandiera)         | C     | Charles Kaboré     |
| 88 | Svezia (bandiera)               | C     | Oscar Hiljemark    |
|    | Russia (bandiera)               | A     | Kirill Pančenko    |

## Risultati

### Campionato
| Tula 12 luglio 2019, ore 20:00 1ª giornata | Arsenal Tula | 1 – 1 referto | Dinamo Mosca | Stadio Arsenal (14 742 spett.) |

| Mosca 21 luglio 2019, ore 19:00 2ª giornata | Dinamo Mosca | 0 – 1 referto | Rubin | Otkrytie Arena (17 315 spett.) |

| Mosca 26 luglio 2019, ore 20:00 3ª giornata | Dinamo Mosca | 2 – 0 referto | Ural | Otkrytie Arena (12 349 spett.) |

| Mosca 3 agosto 2019, ore 19:00 4ª giornata | Spartak Mosca | 0 – 0 referto | Dinamo Mosca | Otkrytie Arena (34 389 spett.) |

| Mosca 10 agosto 2019, ore 19:00 5ª giornata | Dinamo Mosca | 0 – 2 referto | Zenit San Pietroburgo | Otkrytie Arena (19 095 spett.) |

| Mosca 18 agosto 2019, ore 19:00 6ª giornata | Dinamo Mosca | 1 – 2 referto | Lokomotiv Mosca | Otkrytie Arena (17 837 spett.) |

| Saransk 24 agosto 2019, ore 14:00 7ª giornata | Tambov | 0 – 2 referto | Dinamo Mosca | Mordovia Arena (4 816 spett.) |

| Samara 30 agosto 2019, ore 20:00 8ª giornata | Kryl'ja Sovetov Samara | 0 – 0 referto | Dinamo Mosca | Samara Arena (14 728 spett.) |

| Mosca 16 settembre 2019, ore 20:00 9ª giornata | Dinamo Mosca | 0 – 0 referto | Ufa | Otkrytie Arena (9 538 spett.) |

| Mosca 22 settembre 2019, ore 14:00 10ª giornata | Dinamo Mosca | 2 – 3 referto | Soči | Otkrytie Arena (10 119 spett.) |

| Rostov sul Don 28 settembre 2019, ore 16:30 11ª giornata | Rostov | 3 – 0 referto | Dinamo Mosca | Rostov Arena (29 990 spett.) |

| Orenburg 5 ottobre 2019, ore 14:00 12ª giornata | Orenburg | 2 – 0 referto | Dinamo Mosca | Stadio Gazovik (4 062 spett.) |

| Mosca 20 ottobre 2019, ore 19:00 13ª giornata | Dinamo Mosca | 1 – 1 referto | Krasnodar | Otkrytie Arena (15 374 spett.) |

| Mosca 27 ottobre 2019, ore 16:30 14ª giornata | CSKA Mosca | 0 – 1 referto | Dinamo Mosca | Arena CSKA (20 019 spett.) |

| Mosca 2 novembre 2019, ore 14:00 15ª giornata | Dinamo Mosca | 1 – 1 referto | Achmat Groznyj | Otkrytie Arena (10 092 spett.) |

| Kazan' 9 novembre 2019, ore 14:00 16ª giornata | Rubin | 0 – 1 referto | Dinamo Mosca | Stadio Centrale (4 757 spett.) |

| Mosca 23 novembre 2019, ore 16:30 17ª giornata | Dinamo Mosca | 2 – 1 referto | Rostov | Otkrytie Arena (11 569 spett.) |

| Mosca 1º dicembre 2019, ore 16:30 18ª giornata | Lokomotiv Mosca | 1 – 2 referto | Dinamo Mosca | RŽD Arena (17 739 spett.) |

| San Pietroburgo 6 dicembre 2019, ore 19:30 19ª giornata | Zenit San Pietroburgo | 3 – 0 referto | Dinamo Mosca | Stadio San Pietroburgo (48 367 spett.) |

| Mosca 29 febbraio 2020, ore 16:30 20ª giornata | Dinamo Mosca | 0 – 2 referto | Spartak Mosca | Otkrytie Arena (24 946 spett.) |

| Mosca 7 marzo 2020, ore 16:30 21ª giornata | Dinamo Mosca | 1 – 0 referto | Tambov | Otkrytie Arena (10 143 spett.) |

| Groznyj 13 marzo 2020, ore 19:30 22ª giornata | Achmat Groznyj | 2 – 3 referto | Dinamo Mosca | Stadion imeni Achmat-Chadži Kadyrova (13 232 spett.) |

| Krasnodar 19 luglio 2020, ore 20:30 23ª giornata | Krasnodar | 0 – 2 referto | Dinamo Mosca | Stadio FK Krasnodar (3 518 spett.) |

| Mosca 27 giugno 2020, ore 19:00 24ª giornata | Dinamo Mosca | 0 – 0 referto | CSKA Mosca | Otkrytie Arena (2 432 spett.) |

| Soči 1º luglio 2020, ore 20:00 25ª giornata | Soči | 1 – 1 referto | Dinamo Mosca | Stadio olimpico Fišt (3 701 spett.) |

| Mosca 4 luglio 2020, ore 16:30 26ª giornata | Dinamo Mosca | 0 – 1 referto | Arsenal Tula | Otkrytie Arena (2 254 spett.) |

| Ekaterinburg 9 luglio 2020, ore 17:00 27ª giornata | Ural | 2 – 1 referto | Dinamo Mosca | Stadio Centrale (3 487 spett.) |

| Mosca 12 luglio 2020, ore 18:30 28ª giornata | Dinamo Mosca | 2 – 0 referto | Kryl'ja Sovetov Samara | Otkrytie Arena (2 358 spett.) |

| Ufa 16 luglio 2020, ore 18:00 29ª giornata | Ufa | 0 – 1 referto | Dinamo Mosca | Stadio Neftjanik (1 497 spett.) |

| Mosca 22 luglio 2020, ore 19:00 30ª giornata | Dinamo Mosca | 0 – 1 referto | Orenburg | Otkrytie Arena (2 445 spett.) |

### Coppa di Russia
| Vladivostok 25 settembre 2019, ore 12:00 | Luč Vladivostok | 1 – 0 referto | Dinamo Mosca | Stadio Dinamo (6 200 spett.) |